# Primary van New York 2008
De primary van de staat New York is een voorverkiezing die in 2008 op 5 februari werd gehouden, de dag van Super Tuesday. Hillary Clinton en John McCain wonnen.

## Democraten
| Legenda: | Teruggetrokken voor de primary |

| New Mexico Democratische primary 2008 | New Mexico Democratische primary 2008 | New Mexico Democratische primary 2008 | New Mexico Democratische primary 2008 |
| Kandidaat                             | Stemmen                               | Percentage                            | Nationale gedelegeerden               |
| ------------------------------------- | ------------------------------------- | ------------------------------------- | ------------------------------------- |
| Hillary Clinton                       | 1.068,496                             | 57,37%                                | 139                                   |
| Barack Obama                          | 751.019                               | 40,32%                                | 93                                    |
| John Edwards                          | 21.924                                | 1,18%                                 | 0                                     |
| Dennis Kucinich                       | 8.458                                 | 0,45%                                 | 0                                     |
| Bill Richardson                       | 8.227                                 | 0,44%                                 | 0                                     |
| Joe Biden                             | 4.321                                 | 0,23%                                 | 0                                     |
| Totaal                                | 1.862.445                             | 100,00%                               | 232                                   |

## Republikeinen
| New York Republikeinse primary 2008 | New York Republikeinse primary 2008 | New York Republikeinse primary 2008 | New York Republikeinse primary 2008 |
| Kandidaat                           | Stemmen                             | Percentage                          | Gedelegeerden                       |
| ----------------------------------- | ----------------------------------- | ----------------------------------- | ----------------------------------- |
| John McCain                         | 333.001                             | 49,70%                              | 101                                 |
| Mitt Romney                         | 178.043                             | 26,57%                              | 0                                   |
| Mike Huckabee                       | 68.477                              | 10,11%                              | 0                                   |
| Ron Paul                            | 40.113                              | 5,99%                               | 0                                   |
| Rudy Giuliani*                      | 23.260                              | 3,47%                               | 0                                   |
| Blank, Void or Scattering           | 27.184                              | 4,06%                               | 0                                   |
| Totaal                              | 670.078                             | 100%                                | 101                                 |

* Teruggetrokken voor de primary